# Байсултанов, Алим Юсуфович
Алим Юсуфович Байсултанов (15 мая 1919 года, Жангыкой, Терская область — 28 сентября 1943 года, Кингисеппский район, Ленинградская область, РСФСР, СССР) — советский лётчик-ас истребительной авиации ВМФ СССР в годы Великой Отечественной войны, Герой Советского Союза (23.10.1942). Гвардии капитан (25.05.1942).
Первый балкарец — Герой Советского Союза.

## Биография
Родился в селе Жангыкой ныне Яникой Чегемского района Кабардино-Балкарии в семье крестьянина. По национальности балкарец. В 1937 году окончил педагогическое училище и аэроклуб в Нальчике.
В декабре 1937 года был призван на службу в ВМФ СССР. В 1939 году окончил Военно-морское авиационное училище имени Сталина в Ейске. С сентября 1939 года служил младшим лётчиком в 5-м и 13-м истребительных авиационных полках ВВС Балтийского флота.
В 1939—1940 годах принимал участие в советско-финской войне.
В Великой Отечественной войне участвовал с июня 1941 года пилотом в составе 13-го истребительного авиационного полка ВВС Балтийского фронта (в августе 1941 года стал командиром звена в своём полку, а в марте 1942 — заместителем командира эскадрильи). Одним из первых открыл боевой счёт полка, сбив в паре 29 июня при атаке финской военно-морской базы и порта Турку финский истребитель Fokker D.XXI. Летал на истребителе И-16. Участвовал в обороне Таллина (над городом сбил в конце августа 2 немецких бомбардировщика), обороне Ханко, защищал «Дорогу жизни» и небо блокадного Ленинграда.
18 января 1942 года Приказом Наркома ВМФ № 10 за проявленную отвагу в воздушных боях с немецко-фашистскими захватчиками, за стойкость, мужество, дисциплину и организованность, за героизм личного состава 13-й иап ВВС КБФ получил гвардейское звание и был переименован в 4-й гвардейский истребительный авиационный полк ВВС Краснознамённого Балтийского флота.
К июню 1942 года заместитель командира эскадрильи 4-го гвардейского истребительного авиационного полка (61-я истребительная авиационная бригада, ВВС Краснознамённого Балтийского флота) гвардии капитан Алим Байсултанов совершил 277 боевых вылетов, провёл 45 воздушных боёв, лично сбил 4 и в группе 13 немецких и финских самолётов, и ещё 2 уничтожил на земле при штурмовках вражеских аэродромов. Выполнил 27 разведывательных вылетов и 64 — на штурмовку наземных войск.
Указом Президиума Верховного Совета СССР от 23 октября 1942 года гвардии капитану Байсултанову Алиму Юсуфовичу присвоено звание Героя Советского Союза с вручением ордена Ленина и медали «Золотая Звезда» (№ 749).
В августе 1942 года был послан а учёбу и в июле 1943 года окончил Курсах усовершенствования начальствующего состава при Военно-морском авиационном училище имени Сталина. Отказавшись от должностей лётчика-инструктора курсов и командира эскадрильи в другом полку, вернулся в свой 4-й гвардейский истребительный авиаполк на прежнюю должность заместителя командира эскадрильи. Тогда же освоил истребитель Ла-5, на котором успел одержать ещё одну победу 23 сентября 1943 года.
28 сентября 1943 года, сопровождая штурмовики Ил-2 при атаке на остров Сескар в Финском заливе, вступил с своим ведомым в бой с превосходящими силами финской авиации и погиб в воздушном бою. Самолёт упал в воды Финского залива, тело не было найдено.
Всего выполнил около 300 боевых вылетов и провёл свыше 50 воздушных боёв, в которых сбил лично 5 и в группе 13 немецких и финских самолётов.

## Награды
- Медаль «Золотая Звезда» Героя Советского Союза (23.10.1942)
- орден Ленина (23.10.1942)
- два ордена Красного Знамени (16.09.1941, 16.03.1942)

## Память
- В родном селе Яникой поставлен памятник Герою, а в школе, где он учился — бюст.
- Именем Героя названы средняя школа № 19 и улица в Нальчике, улица в селе Кёнделен Эльбрусского района.
- В Нальчике и деревне Борки Ломоносовского района Ленинградской области установлены мемориальные доски.
- В 2005 году издана книга «Алим Байсултанов — легенда Балтики», написанная племянником Героя Тауби Мизиевым.
- О герое сняты документальные фильмы режиссёрами Измаилом Кожемовым (2005) и Т. Мизиевым (2016).